# Accuminulia longiphallus
Accuminulia longiphallus is een vlinder uit de familie van de bladrollers (Tortricidae). De wetenschappelijke naam van deze soort is voor het eerst voorgesteld door John Wesley Brown in een publicatie uit 1999.
De soort komt voor in Chili.